# San Francisco, Costa Rica
San Francisco är en ort i Costa Rica.   Den ligger i provinsen Heredia, i den centrala delen av landet, 8 km nordväst om huvudstaden San José. San Francisco ligger 1 128 meter över havet och antalet invånare är 55 923.
Terrängen runt San Francisco är kuperad åt nordväst, men åt sydost är den platt. Runt San Francisco är det mycket tätbefolkat, med 6 711 invånare per kvadratkilometer. Närmaste större samhälle är San José, 8,3 km sydost om San Francisco. Runt San Francisco är det i huvudsak tätbebyggt.